# Бхимбер (округ)
Бхимбер (англ. Bhimber District) — один из 10 округов пакистанской территории Азад-Кашмир.

## Географическое положение
Бхимбер граничит с округами Мирпур и Котли на северо-востоке и с Джамму и Кашмиром (Индия) на юге и западе.

## История
До 1995 года Бхимбер был техсилом в составе округа Мирпур.

## Достопримечательности
На территории округа расположен один национальный парк — Дева-Ватала.